# 李·丹尼尔斯
李·丹尼尔斯（英語：Lee Louis Daniels，1959年12月24日—）是一名非裔美国男演员、电影导演和制片人。

## 生平
2001年他监制的《孽爱伤痕》为哈莉·贝瑞赢得奥斯卡最佳女主角奖；2009年他导演的《天生不是宝贝》获得包括最佳影片和最佳导演在内的六项奥斯卡奖提名，赢得最佳女配角奖及最佳改编剧本奖。
2013年改编自人物传记的作品《白宫管家》讲述了白宫和民权运动的一段历史，蝉联两周美国周末票房冠军。

## 个人生活

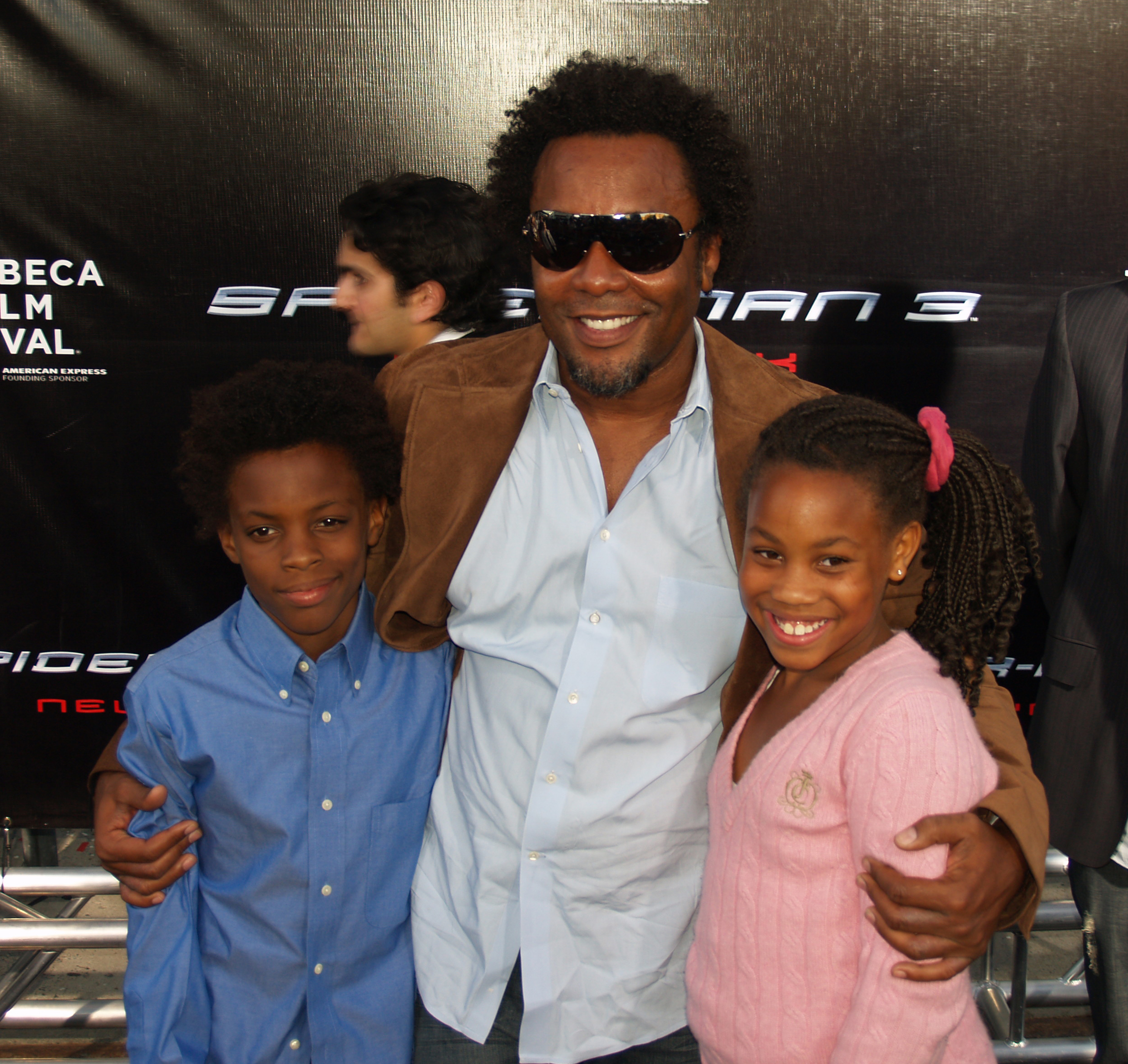
2007年他与养子女在一起

他居住于纽约市，是名同性恋，并与以前的伙伴 Billy Hopkins 收养了丹尼尔斯的侄子和侄女Clara 和 Liam为养子女，后来他与Hopkins分手。2009年以来他与Andy Sforzini保持着关系。

## 电影作品
- 1986: A Little Off Mark （演员）
- 2001: 孽爱伤痕/Monster's Ball （制片）
- 2004: The Woodsman （制片）
- 2004: Agnes und seine Brüder （演员）
- 2005: Shadowboxer （演员，制片，导演）
- 2008: 田纳西/Tennessee （制片）
- 2009: 天生不是宝贝/Precious: Based on the Novel "Push" by Sapphire （制片，导演）
  - 提名—奧斯卡最佳導演獎
  - 提名—奧斯卡最佳影片獎
  - 提名—英國電影學院獎最佳影片
- 2009: My Big Break （他本人）
- 2010: The Black List: Volume 3 （他本人）
- 2012: The Paperboy （导演）
  - 提名—金棕櫚獎
- 2013: 白宫管家/The Butler （导演）
- 2020: 美国诉比莉·哈乐黛/The United States vs. Billie Holiday（导演）